# Rhodiumcarbonylchlorid
Rhodiumcarbonylchlorid ist eine rhodiumorganische Verbindung mit der Summenformel Rh2Cl2(CO)4. Es handelt sich um einen rotbraunen, flüchtigen Feststoff, der in unpolaren organischen Lösungsmitteln löslich ist. Es dient als Präkursor für andere Rhodiumcarbonylkomplexe, die teilweise in der homogenen Katalyse zum Einsatz kommen.

## Struktur
Das Molekül besteht aus zwei Rhodium(I)-Zentren, die durch zwei Chloroliganden verbrückt sind und jeweils zwei CO-Liganden tragen. Röntgenstrukturaanalytische Untersuchungen zeigen, dass die Rhodium(I)-Zentren quadratisch planar vorliegen und ein Winkel von 53° zwischen den beiden RhCl2-Ebenen vorliegt. Zwischen den Metallzentren selbst besteht keine Bindung.

## Synthese und Reaktivität
Die erste Darstellung erfolgte durch Walter Hieber. Für gewöhnlich wird Rhodiumcarbonylchlorid entsprechend dieser idealisierten Redoxreaktion durch die Behandlung des Trihydrats von Rhodium(III)-chlorid mit einem Kohlenstoffmonoxidstrom:
2 RhCl3(H2O)3 + 6 CO → Rh2Cl2(CO)4 + 2 COCl2 + 6 H2O.
Der Komplex reagiert weiterhin mit Triphenylphosphan zu Bis(triphenylphosphan)rhodiumcarbonylchlorid:
Rh2Cl2(CO)4 + 4 PPh3 → 2 trans-RhCl(CO)(PPh3)2 + 2 CO
Die Umsetzung mit Acetylaceton reagiert Rhodiumcarbonylchlorid in Gegenwart von Basen zu Acetylacetonato(dicarbonyl)rhodium(I).
N-Heterocyclische Carbene (NHCs) reagieren mit Rhodiumcarbonylchlorid zum monomeren cis-[RhCl(NHC)(CO)2]-Komplex. Das IR-Spektrum dieses Komplexes kann genutzt werden, um die Donorstärke von NHCs zu bestimmen.